# Das klagende Lied

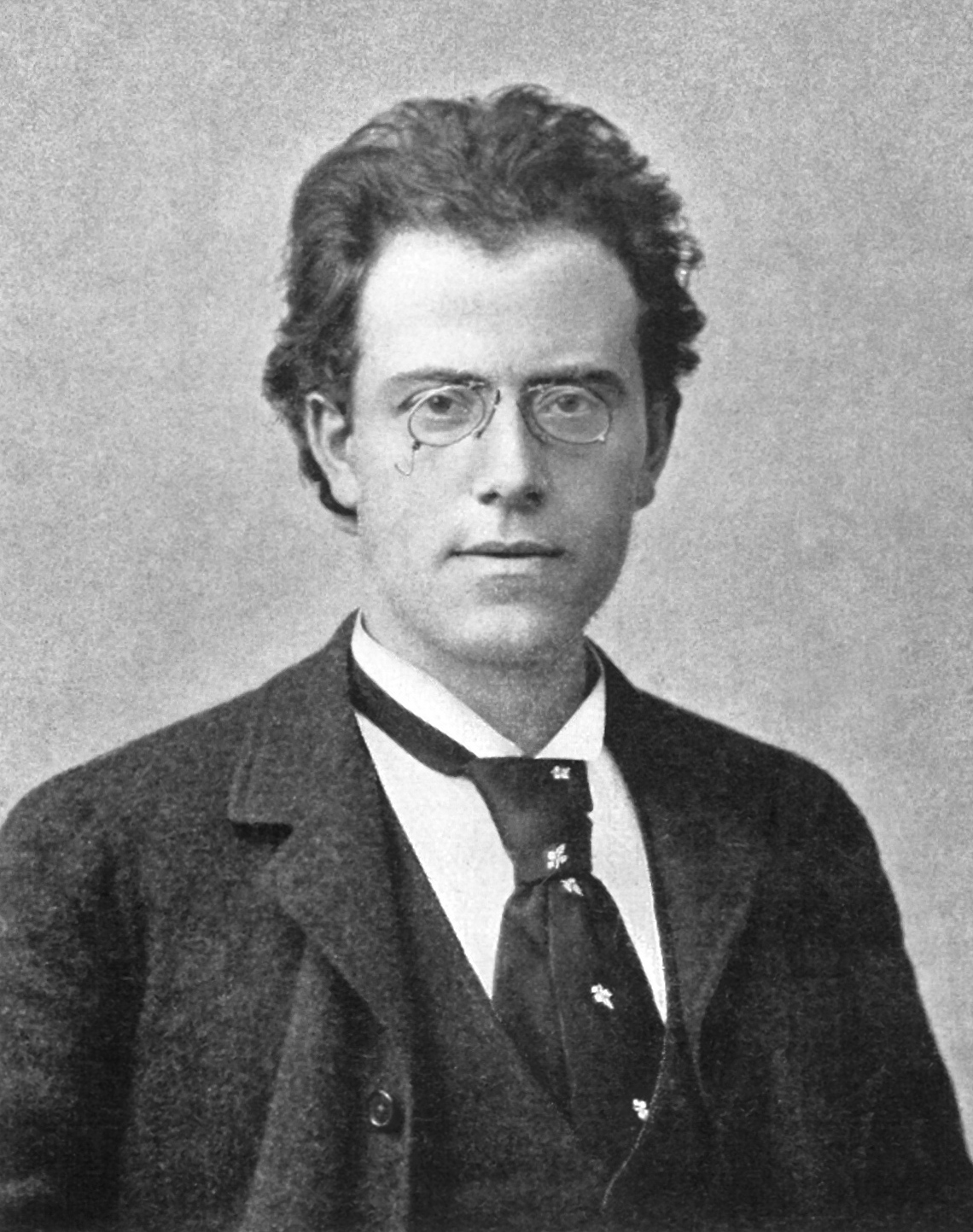
Recorte de retrato de Gustav Mahler, fotografado em 1892 por Leonhard Berlin-Bieber.

Das klagende Lied (A Canção Queixosa) é uma cantata composta entre 1878 e 1880 pelo compositor e regente austríaco Gustav Mahler.

## Histórico
Mahler começou a escrever o texto de Das klagende Lied, provavelmente inspirado num conto de fadas de Ludwig Bechstein, ou Der singende Knochen dos irmãos Jacob e Wilhelm Grimm, durante o inicio do último ano no Conservatório de Viena, onde estudou entre 1875 e 1878.
Das klagende Lied divide-se em 3 partes:
1. Waldmärchen (Lenda da Floresta)
2. Der Spielmann (O Trovador)
3. Hochzeitsstück (Parte de Casamento)

## Estreias
Modificada por Mahler entre 1893 e 1898, a cantata Das klagende Lied (sem a parte Waldmärchen) estreou em 17 de fevereiro de 1901 em Viena. A versão original de 1880 estreou em 1997. Das Klagende Lied foi escrita para Soprano, Contralto e Tenor solistas, coro e orquestra.